# Alexandra Engen
Alexandra Catharina Engen (* 5. Januar 1988 in Sarpsborg) ist eine ehemalige schwedische Mountainbikerin, die im Cross Country aktiv war.

## Werdegang
Engen begann ihre Mountainbike-Karriere im olympischen Cross-Country (XCO). 2006 gewann sie die Bronzemedaille bei den UCI-Mountainbike-Weltmeisterschaften der Junioren, 2007 wurde sie erstmals schwedische Meisterin. Im Jahr 2010 kam sie nach Deutschland, um für das Team Rothaus Cube zu starten. Nach zwei Silbermedaillen im Vorjahr wurde Engen in der Saison 2010 sowohl Weltmeisterin als auch Europameisterin in der U23.
Nachdem in der Saison 2012 der Cross-country Eliminator (XCE) neu ins Weltcup-Programm aufgenommen worden war, wurde dieser zu ihrer Paradedisziplin. Sie gewann eines der drei ausgetragenen Weltcup-Rennen und bei den Weltmeisterschaften in Saalfelden wurde sie die erste Weltmeisterin in der neuen Disziplin. In der Saison 2013 entschied sie zwei Weltcup-Rennen für sich und wurde die erste Weltcup-Gesamtsiegerin in dieser Disziplin überhaupt. Bei den Weltmeisterschaften in Pietermaritzburg verteidigte sie erfolgreich ihren Weltmeistertitel. 2014 folgte zwei weitere Weltcup-Siege. Zudem ist sie 4-fache Gesamtsiegerin der Sprint-Bundesliga, die im Rahmen der Internationalen Mountainbike-Bundesliga ausgetragen wurde.
Engen blieb aber auch weiterhin im olympischen Cross-Country aktiv. Bei den Olympischen Sommerspielen 2012 belegte sie den 6. Platz. In den Jahren 2013 und 2014 erreichte sie jeweils einen fünften Platz bei einem Weltcup-Rennen, die Saison 2013 beendete sie als Fünfte der Weltcup-Gesamtwertung. 2012 und 2013 gewann sie neben der Sprintwertung auch die Gesamtwertung der Mountainbike-Bundesliga über die olympische Distanz.
In der Saison 2014 musste Engen wegen eines Burn-outs kürzertreten, 2015 ließ sie den Weltcup komplett aus. 2016 und 2017 kehrte sie in den Weltcup mit ansteigender Form zurück. Zum Ende der Saison 2017 beendete Engen jedoch ihre Karriere, da sie sich nicht mehr in der Lage sah, 100 Prozent für ihren Sport zu geben.

## Erfolge
| 2006 - Europameisterschaften (Junioren) – XCO 2007 - Schwedische Meisterin – XCO 2008 - Europameisterschaften – Staffel - Schwedische Meisterin – XCO 2009 - Weltmeisterschaften (U23) – XCO - Europameisterschaften (U23) – XCO - Europameisterin – Staffel - Schwedische Meisterin – XCO 2010 - Weltmeisterin (U23) – XCO - Europameisterin (U23) – XCO - Schwedische Meisterin – XCO | 2011 - Schwedische Meisterin – XCO 2012 - Weltmeisterin – XCE - Schwedische Meisterin – XCO - ein Weltcup-Erfolg – XCE 2013 - Weltmeisterin – XCE - zwei Weltcup-Erfolge – XCE - Gesamtwertung UCI-MTB-Weltcup – XCE 2014 - zwei Weltcup-Erfolge – XCE - Europameisterschaften – XCE 2016 - Schwedische Meisterin – XCE |